# Ledbury
Ledbury – miasto w Anglii, w hrabstwie Herefordshire. Leży 21 km na wschód od miasta Hereford i 169 km na zachód od Londynu. W 2009 miasto liczyło 9900 mieszkańców.